# 岡庭昇
岡庭 昇（おかにわ のぼる、1942年12月19日 - 2021年7月14日）は、日本の文芸・メディア評論家。

## 来歴
三光汽船代表取締役を務めた岡庭博の長男として東京で生まれる。慶應義塾大学経済学部卒、TBS勤務ののち評論家。
はじめ文芸評論から始まり、左翼的、戦後文学擁護の立場をとり、「内向の世代」批判も行ったが、メディア論に移行し、創価学会支持の立場で論陣を張っている。
2021年7月14日、胆のうがんのため死去。78歳没。

## 著書
- 『抒情の宿命 「構造」としての詩的表現』田畑書店 1971
- 『椎名麟三論』冬樹社 1972
- 『幻想の国家とことば 現代文学論』筑摩書房 1972
- 『萩原朔太郎 陰画の近代』第三文明社 1974
- 『偏執論 近代の陥穽をめぐって』河出書房新社 1974
- 『冒険と象徴 60年代詩の運命』思潮社 1975
- 『フォークナー 吊るされた人間の夢』筑摩書房 1975
- 『文学と批評的精神』第三文明社 1976
- 『リアリズムの解体』冬樹社 1977
- 『偏見の構造 情報言語を考える』河出書房新社 1977
- 『花田清輝と安部公房 アヴァンガルド文学の再生のために』第三文明社 1980
- 『光太郎と朔太郎』講談社現代新書 1980
- 『犬の肖像 大衆小説の世界』三一書房 1980
- 『末期の眼 日本文学における死の発見』批評社 1981
- 『わたしは許さない 気分のファシズムがブッ壊れ、光が射す』情報センター出版局 1983
- 『創価学会問題とジャーナリズム メディアの罠・権力としてのマスコミ』エース企画出版 1983
- 『テレビ帝国の教科書 メディアとスキャンダルの読み替えサバイバル』情報センター出版局 1985
- 『メディアの現象学 情報という名の牢獄を読む』青峰社 1986
- 『性の歪みに映るもの 日本近代文学と身体の倒錯』青豹書房 1987
- 『飽食の予言 肉も魚も野菜もコメも「汚染」徹底取材』情報センター出版局 1988
- 『この情報はこう読め マスコミ情報の裏側を読む メディアの現象学part 2』青峰社 1989
- 『飽食の予言』part 2－3 情報センター出版局 1989-1990
- 『新編身体と差別』新泉社 1990
- 『亡国の予言 いいかげんに無知・無告の産業兵士なんかやめてしまえ!』徳間書店 1991
- 『幻に向かって人は立つ』青豹書房 1991
- 『1999年の平らげ方 ニッコリ猛者が新世紀を手にする発想と行動』情報センター出版局 1991
- 『メディアは踊る 「反・創価学会」報道の本質』書肆ルネッサンス 1992
- 『自己決定力 人まかせの「生活大国」はない』徳間書店 1993
- 『メディアと差別』解放出版社 1994
- 『メディア支配を越えて 「反・創価学会」報道の本質PartII』メディア・ルネッサンス 1994
- 『かくもさまざまな言論操作』三一書房 1998
- 『性的身体 「破調」と「歪み」の文学史をめぐって』毎日新聞社 2002
- 『持ち越された世紀末 新帝国主義を検証する』論創社 2002
- 『帝国の暗闇から 虹をまえにして絶望を語るな』アートン 2004
- 『いまさらブッシュ 石油の海で溺れて、喚いて』三五館 2004
- 『私小説という哲学 日本近代文学と「末期の眼」』平安出版 2006
- 『植民地文学の成立』菁柿堂 2007
- 『戦後青春 食わず嫌いのスーパースター』三五館, 2008.6
- 『漱石・魯迅・フォークナー 桎梏としての近代を越えて』新思索社, 2009.5
- 『田中小実昌 行軍兵士の実存』菁柿堂, 2010.5
- 『藤沢周平の世界 ひとが生きるところ』岡庭昇事務所, 2011.9
- 『理不尽 怒りを込めてふりかえれ!クロニクル2011』青豹書房, 2012.5

### 共編著
- 『団鬼六・暗黒文学の世界』平岡正明共編 三一書房 1982
- 『同時代を語る 対談集』高橋敏夫共編 土曜美術社 1983
- 『食べる米がなくなる!? 農業現場から緊急告発』（編著）エース企画出版 1983
- 『媽媽わたしは生きている 中国残留孤児・残留婦人激動の四十年』真野貢一共著 毎日新聞社 1985
- 『「対論」民衆運動としての創価学会 戦後民主主義に"光"はあった』野崎勲共著 第三文明社 2002